# Parli
Parli (o Parli Vaijnath, Purli, Purli Vaijnath) è una città dell'India di 88.510 abitanti, situata nel distretto di Beed, nello stato federato del Maharashtra. In base al numero di abitanti la città rientra nella classe II (da 50.000 a 99.999 persone).

## Geografia fisica
La città è situata a 18° 51' 0 N e 76° 31' 60 E e ha un'altitudine di 459 m s.l.m..

## Società

### Evoluzione demografica
Al censimento del 2001 la popolazione di Parli assommava a 88.510 persone, delle quali 46.093 maschi e 42.417 femmine. I bambini di età inferiore o uguale ai sei anni assommavano a 12.338, dei quali 6.408 maschi e 5.930 femmine. Infine, coloro che erano in grado di saper almeno leggere e scrivere erano 60.603, dei quali 35.172 maschi e 25.431 femmine.